# Het oneindige verhaal
Het oneindige verhaal is een roman van de Duitse schrijver Michael Ende. Het boek werd in Duitsland voor het eerst uitgegeven in 1979 als Die unendliche Geschichte met illustraties van Roswitha Quadvlieg. Sindsdien is het in meer dan twintig talen vertaald. Het boek is vele malen herdrukt en bekroond.
In het Nederlands verscheen het voor het eerst in 1982 als Het oneindige verhaal in een vertaling van Johan van Nieuwenhuizen. Het jaar daarop werd het boek bekroond met een Zilveren Griffel. Inmiddels is in 2017 de negenentwintigste druk verschenen en mag het boek gerekend worden tot de klassieke kinderboeken.

## Inhoud
De elfjarige Bastiaan Balthazar Boeckx gaat gebukt onder het overlijden van zijn moeder en als gevolg hiervan heeft hij een stroeve relatie met zijn vader. Daarnaast presteert hij ondermaats op school, vooral in gymnastiek is hij erg slecht. Hierom wordt hij ook veel gepest. Bastiaan ontvlucht de alledaagse realiteit door het verzinnen van verhalen. 
Op een dag rent Bastiaan, op de vlucht voor een stel pestkoppen, een klein antiquariaat binnen. Hij heeft een kort gesprek met de chagrijnige eigenaar van de winkel, de antiquaar Karel Konraad Koriander, die een boek genaamd Het oneindige verhaal aan het lezen was. Bastiaan steelt dit boek in een opwelling en rent dan terug naar school. Omdat hij te laat is en bovendien bang is dat de antiquaar inmiddels de politie heeft gebeld, verschuilt hij zich daar op het zolderkamertje en begint dan te lezen.
Bastiaan wordt in de eerste paar hiernavolgende hoofdstukken geportretteerd als de lezer van het door hem gestolen boek. Het is een avonturenverhaal over Fantásië, een rijk waar alle menselijke fantasieën en verhalen werkelijkheid zijn. De Kleine Keizerin is ziek en niemand weet wat haar mankeert. Fantásië wordt tegelijkertijd langzaam steeds meer opgeslokt door het "Niets". Dit hangt met elkaar samen. 
De Kleine Keizerin stuurt bij monde van de tovenaar Caïron een jonge bode eropuit om een redmiddel voor zowel haar als Fantásië te vinden: de jonge Groenhuid Atréjoe, die op zoek moet gaan naar iemand in de gewone mensenwereld die Fantásië kan redden. Atréjoe verliest tijdens zijn zoektocht zijn paard Artax in de Moerassen van de Droefheid, maar krijgt er een nieuwe metgezel bij: de geluksdraak Foechoer. Tijdens een lange tocht met veel ontberingen belandt Atréjoe uiteindelijk bij het Zuidelijk Orakel, Oeyoelála, dat hem vertelt hoe de Kleine Keizerin kan genezen: in de mensenwereld buiten Fantásië is er één kind dat de Kleine Keizerin bij haar nieuwe naam kan noemen.
In de Spookstad komt Atréjoe Gmork tegen, een weerwolf die naar Fantásië werd gestuurd om Atréjoe te doden. Gmork is door de inmiddels gevluchte bewoners van de stad vastgeketend en machteloos. Hij legt Atréjoe, niet wetend wie hij voor zich heeft, zijn missie uit. Door Fantásië in het Niets te storten worden de inwoners als leugens de mensenwereld ingestuurd, en met leugens kan men mensen sturen. Uiteindelijk ontsnapt Atréjoe tezamen met Foechoer zowel aan Gmork als aan het Niets, en weet de Kleine Keizerin te bereiken. Daar blijkt het ware doel van zijn odyssee: het beleven van een avontuur, dat een mensenkind zijn aandacht zou trekken waardoor dit naar Fantásië zou kunnen komen. Als het verhaal rond Atréjoe zich ontwikkelt, wordt het namelijk duidelijk dat een aantal bewoners van Fantásië zich bewust worden van Bastiaan, en dat Bastiaan de sleutel is tot het avontuur dat hij zelf aan het lezen is. Bastiaan is dus degene op wie Fantásië wacht. Door de Kleine Keizerin bij haar nieuwe naam – Maankind – te noemen en haar zodoende beter te maken, betreedt hij halverwege het verhaal zelf het rijk Fantásië. Hij begint vanaf dan een actieve rol te spelen in de gebeurtenissen die zich daar afspelen.
Bastiaan draagt nu AURYN, het amulet van de Kleine Keizerin, en kan zich alles wensen wat hij wil. Hij wenst zichzelf mooi, sterk, dapper en wijs, hoewel hij ook een groot aantal verhalen bedenkt. Al deze wensen gaan in vervulling. Bastiaans ontmoet Graógramán, een leeuw die uit dodelijk vuur bestaat dat alles in de wijde omtrek vernietigt. Alleen Bastiaan kan dit wezen weerstaan, doordat hij AURYN draagt. Na een tijdje in het gezelschap van Graógramán te hebben verkeerd, krijgt Bastiaan een magisch zwaard van hem mee, Sikánda, dat hij echter nooit naar eigen goeddunken mag gebruiken. Alleen bij een acute dreiging zal het zwaard hem vanzelf in de hand springen. De leeuw legt hem verder de betekenis van de inscriptie 'Doe wat je wil' op de achterzijde van AURYN uit: hij moet door van wens naar wens te gaan erachter komen wat zijn diepste verlangen is, wat hij wezenlijk wil. Maar, zo waarschuwt hij, niets is moeilijker dan dat. Daarom mag hij niet bij de leeuw blijven, maar hij moet een verhaal beleven en verder naar zijn volgende wens. Bastiaan realiseert zich dat hij Atréjoe wil zien, en deze wens brengt hem in Amargánth, de Zilveren Stad. Daar ontmoet hij Atréjoe en Foechoer, die ook naar hem op zoek waren. Bastiaan besluit nu dat hij naar de Ivoren Toren wil afreizen om daar Maankind opnieuw te ontmoeten, zodat zij hem verdere raad kan geven. Ook vele andere wezens van Fantásië sluiten zich graag bij Bastiaan aan; iedereen weet inmiddels dat hij de grote redder is en ieder hoopt dat Bastiaan hen een verhaal kan schenken dat hun afkomst verklaart.
Mede als gevolg van zijn eigen wens om indruk op Atréjoe te maken komt Bastiaan tijdens de tocht echter onder de invloed van de kwaadaardige heks Xayiede. Bastiaan wil inmiddels niet meer terug naar zijn wereld, mede door het feit dat hij met iedere wens een herinnering kwijtraakt. Atréjoe probeert tevergeefs op Bastiaan in te praten. Wanneer de stoet uiteindelijk aankomt bij de Ivoren Toren, blijkt de Kleine Keizerin afwezig. Xayiede probeert intussen een breuk tussen Bastiaan en Atréjoe uit te lokken. Atréjoe is de enige in het gezelschap die doorheeft dat Bastiaan door het dragen en gebruiken van AURYN het contact met zijn eigen wereld steeds meer kwijtraakt en daar op den duur helemaal niet meer naar terug zal kunnen. Uiteindelijk slaagt Atréjoe er niet in om Bastiaan met woorden te overtuigen, waarna hij de amulet van Bastiaan probeert af te pakken. Door de helderziendheid van Xajiede mislukt dit echter. Hierop wordt Atréjoe door Bastiaan uit het gezelschap verstoten. Xayiede tracht hem ervan te overtuigen dat hij Kleine Keizer moet worden, omdat de Kleine Keizerin verdwenen is maar hem wel AURYN heeft nagelaten. Daarmee zou ze hem tot opvolger hebben gemaakt. Ze hoopt via Bastiaan Fantásië in haar macht te krijgen. Atréjoe weet Bastiaans keizerskroning op het laatste moment met een heel leger te verijdelen, waarna Bastiaan Atréjoe in een tweegevecht verwondt door Sikánda te misbruiken. De Ivoren Toren wordt in de strijd verwoest. Xajiede beseft even later dat ze Bastiaan niet meer in haar macht heeft, en wordt dan gedood door haar eigen gepantserde soldaten.
Bastiaan gaat Atréjoe achterna om wraak te nemen. Hij belandt in de Stad der Oude Keizers, die wordt bewoond door mensen die door net als hijzelf te blijven wensen de weg uit Fantásië niet meer terug hebben kunnen vinden en al hun herinneringen en tegenwoordigheid van geest zijn kwijtgeraakt. Bastiaan realiseert zich dat hem hetzelfde lot ten deel was gevallen als hij zich daadwerkelijk tot keizer had gekroond. Hij wil nu alsnog weg uit Fantásië, maar dat kan pas als hij datgene kan doen wat hij wezenlijk wil: liefhebben. Zonder herinneringen aan zijn eigen wereld weet Bastiaan echter niet wie degene is die hij daar lief moet hebben. 
Na nog wat omzwervingen komt Bastiaan terecht bij de blinde mijnwerker Yor, die dromen in de vorm van plaatjes in een ondergrondse mijn verzamelt. Met behulp van een van deze dromen – namelijk die van zijn eigen vader, die gevangen zit in een blok ijs, al herkent Bastiaan hem op dat moment niet aangezien hij al bijna al zijn herinneringen kwijt is – weet Bastiaan zijn laatste wens te ontdekken om zodoende weer thuis te komen. Dit kost hem tegelijk de allerlaatste herinnering die hem nog aan zijn eigen wereld bond: zijn eigen naam. Uiteindelijk krijgt hij hulp van Atréjoe, die alles voor hem heeft onthouden en hem definitief de weg wijst naar het Water des Levens, nadat de Sjlamoefen – de wezens die de stad Amargánth hebben geschapen en van Bastiaan een mooier uiterlijk hebben gekregen, maar die desondanks nog steeds ontevreden zijn – het plaatje hebben vernield. Eenmaal bij het Water des Levens raakt Bastiaan al zijn bijzondere eigenschappen kwijt en is weer degene die hij was voordat hij in Fantásië belandde. Ook al zijn herinneringen heeft hij nu weer terug. Hij springt door een poort en is vervolgens weer op het zolderkamertje, maar het boek is weg.
Bastiaan heeft daarna een zeer emotionele hereniging met zijn vader. Er blijkt sinds Bastiaans vertrek naar Fantásië in zijn eigen wereld niet meer dan een halve dag te zijn verstreken. Wanneer Bastiaan naar de antiquaar gaat om zich te verontschuldigen, lijkt die zich het boek helemaal niet te herinneren. Het blijkt verder dat Koriander ook in Fantásië is geweest. Koriander vertelt dat iedereen die erin slaagt Maankind een nieuwe naam te geven, daarmee naar Fantásië kan reizen.

## Verfilmingen
In 1984 werd er door Wolfgang Petersen een film naar Endes verhaal gemaakt, The NeverEnding Story, die echter tamelijk sterk van het boek afweek. Zo besloeg de film alleen het eerste deel van het boek en ook was er vrij drastisch ingegrepen in de personages. Ende was zeer teleurgesteld. De filmmakers hadden het boek volgens hem onvoldoende gevolgd en alle psychologische thema's eruit gehaald. Via een rechtszaak trachtte hij het uitbrengen van de film te verhinderen of een naamswijziging af te dwingen, maar hij verloor de zaak. Wel werd zijn naam uit de aankondiging verwijderd, maar niet uit de aftiteling.
De film kreeg twee vervolgen: The NeverEnding Story II: The Next Chapter en The NeverEnding Story III. Aan geen van beide films werkte Ende mee. De filmmakers gebruikten elementen en personages uit het tweede deel van Endes boek, maar maakten er een compleet nieuw verhaal van.
Behalve de films zijn er ook een animatieserie, The Neverending Story, en een televisieserie, Tales from the Neverending Story, naar het boek gemaakt. Verder werd er een avonturenspel uitgebracht voor de ZX Spectrum+-homecomputer.

## Wetenswaardigheden
- Het boek bestaat uit 26 hoofdstukken die ieder met een volgende letter van het alfabet beginnen. De eigennamen Querquobad, Xayiede en Yor dienen voor de beginletters van de hoofdstukken met respectievelijk de letters Q, X en Y.
- Het aapje Argax heeft het met Bastiaan over het "toevalsspel", dat wordt gespeeld door enkele bewoners van de Stad van de Oude Keizers. Dit is een spel waarbij wordt geprobeerd om met dobbelstenen waarop aan alle zes de kanten letters staan echte woorden te vormen. Het aapje stelt dat als je voor eeuwig hiermee doorgaat, alle mogelijke woorden en zinnen en alle verhalen die ooit kunnen worden verteld helemaal vanzelf moeten ontstaan (zie ook de stelling van de eindeloos typende apen).
- Als Bastiaan terugkomt zegt zijn vader dat het die dag zondag is, terwijl Bastiaans verdwijning de dag ervoor was. In het toenmalige West-Duitsland was ook zaterdag een schooldag.
- Bastiaan is niet de enige bezoeker van Fantásië die heeft kunnen terugkeren. Koriander geeft op het eind toe dat hij Fantásië meerdere keren heeft bezocht, en er wordt verwezen naar een zekere Sjeexpier die Fantásië in lang vervlogen tijden zou hebben bezocht.